# Pamka
Pamka – gaun wikas samiti w zachodniej części Nepalu w strefie Bheri w dystrykcie Surkhet. Według nepalskiego spisu powszechnego z 2001 roku liczył on 360 gospodarstw domowych i 2286 mieszkańców (1095 kobiet i 1191 mężczyzn).